# 出来損ないと呼ばれた元英雄は、実家から追放されたので好き勝手に生きることにした
『出来損ないと呼ばれた元英雄は、実家から追放されたので好き勝手に生きることにした』（できそこないとよばれたもとえいゆうはじっかからついほうされたのですきかってにいきることにした）は、紅月シンによる日本のライトノベル。2018年1月より2019年6月まで小説家になろうに投稿され、2018年10月よりTOブックスから書籍化されている。イラストはちょこ庵が担当している。2024年6月時点で電子版を含むシリーズの累計発行部数は100万部を突破している。
メディアミックスとして、烏間ルによるコミカライズが『comicコロナ』（TOブックス）にて2018年12月24日から連載されていたが、同社が新たに『コロナEX』を開設してからは最新話はそちらで掲載されている。2024年3月には舞台化、2024年4月にはテレビアニメ化された。

## あらすじ
人々を守り戦った英雄アレンは、守ったはずの人々に裏切られ、死亡してしまう。アレンを導いた神の使徒であるアンリエットの計らいによりアレンは次の世界に転生し、ヴェストフェルト公爵家の長男として誕生した。
次の世界は、神から授けられる「ギフト」と呼ばれる特殊能力を重要視する世界であり、アレンは転生の影響か、ギフトを授かる事ができず、出来損ないと扱われてしまう。
そして父クレイグから追放を言い渡され、家を追い出される。しかしアレンは「自由の身になった」と悲観しておらず、この世界を好き勝手に生きることにした。

## 登場人物
アレン・ヴェストフェルト
声 - 蒼井翔太
本作の主人公。ヴェストフェルト公爵家の長男にして転生者。
前世では英雄と呼ばれ人々を守る存在だったが、強力な力故に怯えられることがあり、ある時その人々に裏切られて死亡。アンリエットによってこの世界に転生した。
ギフトと呼ばれる特殊能力を授かることは出来なかったが、元々持っている英雄としての力は引き継いでいるため、戦闘能力は非常に強い。しかしギフト重視の世界の価値観では認められず、ヴェストフェルト公爵家を追放される。
リーズ・アドアステラ
声 - 栗坂南美
本作のヒロイン。アドアステラ王国第一王女。アレンの婚約者だったが、アレンがギフトを授かれず出来損ないとされた為破棄されてしまった。アレンの実力は正しく評価しており、ヴェストフェルト公爵家からの追放に納得がいっていない。
悪魔による暗殺事件の調査を行うため町に向かう途中魔物に襲われ、アレンに助けられる。その後はアレンと共に調査を行う。
アンリエット
声 - 鬼頭明里
隣国のリンクヴィスト侯爵家の当主。荒い口調の語尾に「～です」と付ける独特な口調で話す。面倒見がいいが、それを指摘すると素直になれず反発するツンデレ。
転生者でもあり、前世は神の使徒としてアレンを英雄に仕立て上げていた。アレンが裏切られ最期を終えるときも居合わせており、アレンを次の世界に転生させている。しかし再び同じことが起こらないか心配になり、自身も転生し後を追った。
英雄譚を好んで本に読みふけており、神の使徒としては変わり者だった。英雄が最期に理不尽に殺される事には納得がいっておらず、前世ではどうにかアレンを幸せに導こうとしたがダメだった、という経緯をもつ。
アレンが隣国の皇帝暗殺騒動に巻き込まれた際、黒狼騎士団との交渉によって自身が逮捕される事で終結させるが、これは最初からアンリエッタが目的だったカーティスによって誘導されたものであり、結局アレンに助けられる。
ベアトリス・アレリード
声 - 潘めぐみ
リーズの護衛。
アキラ・カザラギ
声 - 伊瀬茉莉也
勇者。
ノエル・レオンハルト
声 - 雨宮天
エルフの鍛冶師。「精霊王の瞳」と呼ばれるギフトを持つ。自身の剣を破損したアレンが代わりの剣を求めていたところ、リーズが紹介した。
実は王位継承権を持つ存在であり、彼女以外は全滅してしまったため唯一女王となれる存在なのだが、エルフの森を出る際に記憶を消去され、何も覚えていないまま鍛冶師に拾われた。
その鍛冶師は以前に悪魔がけしかけたフェンリルに殺害されており、フェンリルに対して憎悪を抱いている。
エルフの森を訪れた際にその事情を知るが、結局王位は継がず、アレン達とはこれまで通りの関係をつづけた。
ミレーヌ
声 - 愛美
悪魔に従属させられていたアマゾネス。自身や手を繋いだ相手を透明化し見えなくするギフトを持つ。
後に解放され、アレン達（というよりノエル）と同行する。
ナディア・ベンディクス
辺境の町のギルド嬢。
アルフレッド・べーヴェルシュタム
声 - KENN
リーズの叔父。故人。馬車での移動中に魔物に襲われ、リーズを庇って死亡している。
エドワード・ゴートゥゴード
アドアステラ王国第一騎士団騎士団長。
クレイグ・ヴェストフェルト
声 - 子安武人
アレンの父。
英雄を生むとされた妻が自身の死と引き換えにアレンを生むが、そのアレンがギフトを授からなかったことで妻の死が無駄になったと勘違いし、ギフトを重要視する世界全体を恨むようになる。
悪魔と共謀して暗殺事件を起こし、さらに町の人々にギフトを捨てさせる計画を実行するがアレンの介入により失敗。自身もアレンに倒され、アレンは英雄だったことを確信し死亡した。
ブレット・ヴェストフェルト
声 - 逢坂良太
アレンの弟。相手を操る糸を生み出すギフトを持つ。
父クレイグと共に悪魔と共謀し、町の人々にギフトを捨てさせる計画を実行するがアレンの介入により失敗。自身もアレンに倒される。
カーティス
声 - 子安光樹
アンリエットの弟と名乗る少年。
アンリエットに対して歪んだ愛情を向けており、それを悪魔に利用されて自国の皇帝暗殺騒動を引き起こし、自分が皇帝になることを目論む。
アンリエットを逮捕するように仕向けたのも彼であり、当初は味方のフリをしてアレンに接触し、事故を装った殺害やもっともらしい理屈をつけてアレンをアドアステラ王国に帰らせようともくろんだが、アレンには看破されていた。
悪魔に諭されてやっている以上皇帝になる目的が存在せず、その点をアレンに指摘されて暴走。最終的にアレンに切り捨てられた。

## 既刊一覧

### 小説
- 紅月シン（著）・ちょこ庵（イラスト） 『出来損ないと呼ばれた元英雄は、実家から追放されたので好き勝手に生きることにした』TOブックス、既刊7巻（2024年5月20日現在）
  1. 2018年10月10日発売[11]、ISBN 978-4-86472-739-6
  2. 2019年1月10日発売[12]、ISBN 978-4-86472-773-0
  3. 2019年6月10日発売[13]、ISBN 978-4-86472-817-1
  4. 2019年9月10日発売[14]、ISBN 978-4-86472-847-8
  5. 2020年2月10日発売[15]、ISBN 978-4-86472-915-4
  6. 2023年11月1日発売[16]、ISBN 978-4-86699-992-0
  7. 2024年5月20日発売[17]、ISBN 978-4-86794-183-6
- 紅月シン（作） / 柚希きひろ（絵） / ちょこ庵（キャラクター原案） 『出来損ないと呼ばれた元英雄は、実家から追放されたので好き勝手に生きることにした』TOブックス〈TOジュニア文庫〉、既刊4巻（2024年12月2日現在）
  1. 2023年11月1日発売[18]、ISBN 978-4-86699-985-2
  2. 2024年3月1日発売[19]、ISBN 978-4-86794-104-1
  3. 2024年6月1日発売[20]、ISBN 978-4-86794-191-1
  4. 2024年12月2日発売[21]、ISBN 978-4-86794-373-1

### 漫画
- 紅月シン（原作）・ちょこ庵（キャラクター原案）・烏間ル（作画）『出来損ないと呼ばれた元英雄は、実家から追放されたので好き勝手に生きることにした＠COMIC』TOブックス〈コロナ・コミックス〉、既刊9巻（2024年6月15日現在）
  1. 2018年10月10日発売[22]、ISBN 978-4-86472-818-8
  2. 2020年2月25日発売[23]、ISBN 978-4-86472-917-8
  3. 2020年9月15日発売[24]、ISBN 978-4-86699-052-1
  4. 2021年3月15日発売[25]、ISBN 978-4-86699-1-733
  5. 2021年9月15日発売[26]、ISBN 978-4-86699-324-9
  6. 2022年5月14日発売[27]、ISBN 978-4-86699-524-3
  7. 2023年1月14日発売[28]、ISBN 978-4-86699-742-1
  8. 2023年11月1日発売[29]、ISBN 978-4-86699-987-6
  9. 2024年6月15日発売[3]、ISBN 978-4-86794-192-8

## 舞台
舞台『出来損ないと呼ばれた元英雄は、実家から追放されたので好き勝手に生きることにした』は、2024年3月20日から24日まで、CBGKシブゲキ!!で上演。主演は中村嘉惟人。

### キャスト
- アレン・ヴェストフェルト - 中村嘉惟人[31]
- リーズ・アドアステラ - 込山榛香（AKB48）[31]
- ベアトリス・アレリード - 須藤茉麻[31]
- アキラ・カザラギ - 江﨑葵[30][31]
- ノエル・レオンハルト - 草場愛[30][31]
- ナディア・ベンディクス - 篠原望[30][31]
- ブレット・ヴェストフェルト - 弓木大和[31]
- ホレス - 石賀和輝[31]
- アルフレッド・べーヴェルシュタム - 鈴木祐大[31]
- エドワード・ゴートゥゴード - 石原健太郎[31]
- クレイグ・ヴェストフェルト - 秋葉友佑[31]

### スタッフ（舞台）
- 原作 - 紅月シン『出来損ないと呼ばれた元英雄は、実家から追放されたので好き勝手に生きることにした』（TOブックス）[30]
- 原作イラスト - ちょこ庵[30]
- 作画 - 烏間ル[30]
- 脚本・総合演出 - 吉田武寛[30]
- 演出 - 荒木吏沙[30]

## テレビアニメ
2023年6月、テレビアニメ化が発表された。2024年4月から6月までテレビ東京ほかにて放送された。

### スタッフ（テレビアニメ）
- 原作 - 紅月シン[6]
- 原作イラスト - ちょこ庵[6]
- 漫画 - 烏間ル[8]
- 監督 - 古賀一臣[6]
- シリーズ構成 - 池田臨太郎[6]
- 脚本 - 大草芳樹[6]
- キャラクターデザイン - 細田沙織[8]
- プロップデザイン - 丸山修二（第1・2話）、武志鵬（第3話 - 第12話）
- 美術監督・美術設定 - 渡辺紳[8]
- 色彩設計 - のぼりはるこ[8]
- 撮影監督 - 武原健二[8]、坂井慎太郎[8]
- 編集 - 大岩根力斗[8]
- 音響監督 - 高桑一[8]
- 音響効果 - 和田俊也[8]
- 音響制作 - TOブックス[8]
- 音楽 - 羽岡佳[32]
- 音楽制作 - キングレコード[8]
- 音楽プロデューサー - 諏訪豊、東田珠希
- チーフプロデューサー - 小山倫良、飯島江美子、川村仁、立野智弘、金庭こず恵、外川明宏、中西豪
- プロデューサー - 峯岸凱、臼井久人、本多光、永野雅彦、三浦史、諏訪豊、門貴治、小澤文啓
- 制作プロデューサー - 鈴木誠二
- アニメーションプロデューサー - 齋藤隆行、大野恵
- アニメーション制作 - スタジオディーン、マーヴィージャック[6]
- 製作 - 出来そこ製作委員会

### 主題歌
「EVOLVE」
蒼井翔太によるオープニングテーマ。作詞・作曲は綿貫直行、編曲は綿貫直行と佐藤厚仁。
「メリトクラシー」
愛美によるエンディングテーマ。作曲・作詞・編曲はすりぃ。

### 各話リスト
| 話数   | サブタイトル             | 脚本                | 絵コンテ            | 演出         | 作画監督                                                                                                 | 総作画監督 | 初放送日      |
| ------ | ------------------------ | ------------------- | ------------------- | ------------ | --- | ---------- | ------------- |
| 第1話  | 追放                     | 池田臨太郎          | 古賀一臣            | 古賀一臣     | 武志鵬 藤木かほる                                                                                        | 細田沙織   | 2024年 4月2日 |
| 第2話  | 聖剣の鍛冶師             | 池田臨太郎          | 西本由紀夫          | うえだしげる | 阿毛 グォン・ヨンサン キム・ジョンウ パク・スノク パク・ジユン ベク・ヨンジュ 徐蘭 長城動画              | 細田沙織   | 4月9日        |
| 第3話  | 意地と覚悟               | 池田臨太郎          | 渡邉慎一            | 栗山美秀     | 亀谷響子 山中いづみ BigOwl                                                                               | 細田沙織   | 4月16日       |
| 第4話  | 降霊祭                   | 大草芳樹            | 渡邉慎一            | 吉田俊司     | 藤木かほる 张婷 王海 张敏 孟习 瑞木晶                                                                    | 武志鵬     | 4月23日       |
| 第5話  | 狂乱の開幕               | 大草芳樹            | ところとしかつ      | 神谷マキ     | たむらかずひこ 林志豪 明光 龍光 慧敏 王家涵                                                              | 武志鵬     | 4月30日       |
| 第6話  | 憎悪の果て               | 大草芳樹            | 古賀一臣            | 古賀一臣     | 西田美弥子 藤木かほる 亀谷響子 たむらかずひこ                                                            | 高梁相子   | 5月7日        |
| 第7話  | 帝国の侯爵令嬢           | 池田臨太郎          | 渡邉慎一            | 栗山美秀     | 武志鵬 萩原旭 日影工房                                                                                   | 細田沙織   | 5月14日       |
| 第8話  | 妖精王                   | 大草芳樹 池田臨太郎 | 宮崎なぎさ          | 吉田俊司     | 亀谷響子 王海龍 呉蘭 徐蘭 櫻井拓郎 葛歓 葛玉東                                                           | 武志鵬     | 5月21日       |
| 第9話  | 悪魔の烙印               | 池田臨太郎          | 影山楙倫            | 渡辺正彦     | 孙振亮 薛雨欣 猫毛 味增拉面 梦润 欧文莹侠 覃启若 叶昌 李健 袁恒锐                                        | 高梁相子   | 5月28日       |
| 第10話 | 助けを求める声           | 池田臨太郎          | 渡邉慎一            | 神谷マキ     | たむらかずひこ 仲金 季亜晨 王家涵 葛玉東 徐蘭 阿肆 Winchester 呉存 趙小川 徐超 陳玲玲 蒋海華 周健 BigOwl | 武志鵬     | 6月4日        |
| 第11話 | 惑う元英雄               | 池田臨太郎          | 深谷由里香 古賀一臣 | 深谷由里香   | BigOwl 申羅羅                                                                                            | 武志鵬     | 6月11日       |
| 第12話 | 元英雄は好き勝手に生きる | 池田臨太郎          | 影山楙倫            | 末本潤一     | 慧敏 明光 鑫月 星野園 役拿単 葛玉東 徐蘭 育松アニメーション製作有限公司 長城動画                         | 武志鵬     | 6月18日       |

### 放送局
| 放送期間               | 放送時間                     | 放送局             | 対象地域   | 備考                                 |
| ---------------------- | ---------------------------- | ------------------ | ---------- | ------------------------------------ |
| 2024年4月2日 - 6月18日 | 火曜 2:00 - 2:30（月曜深夜） | テレビ東京         | 関東広域圏 |                                      |
|                        | 火曜 21:30 - 22:00           | AT-X               | 日本全域   | CS放送 / 字幕放送 / リピート放送あり |
| 2024年4月4日 - 6月20日 | 木曜 0:30 - 0:59（水曜深夜） | BSテレ東           | 日本全域   | BS/BS4K放送                          |
| 2024年4月9日 - 6月25日 | 火曜 2:05 - 2:35（月曜深夜） | テレビ愛知         | 愛知県     |                                      |
| 2024年4月12日 -        | 金曜 2:26 - 2:56（木曜深夜） | チューリップテレビ | 富山県     |                                      |
| 2024年4月13日 -        | 土曜 1:23 - 1:53（金曜深夜） | テレビユー福島     | 福島県     |                                      |
| 2024年4月20日 -        |                              | テレビユー山形     | 山形県     |                                      |
|                        | 土曜 2:23 - 2:53（金曜深夜） | 熊本放送           | 熊本県     |                                      |
| 2024年4月27日 -        | 土曜 1:23 - 1:53（金曜深夜） | IBC岩手放送        | 岩手県     |                                      |
| 2024年5月21日 -        | 火曜 1:30 - 2:00（月曜深夜） | 北陸放送           | 石川県     |                                      |
| 2024年6月3日 -         | 月曜 1:20 - 1:50（日曜深夜） | テレビ山梨         | 山梨県     |                                      |

| 配信開始日   | 配信時間                   | 配信サイト                                                                                     |
| ------------ | -------------------------- | ---------------------------------------------------------------------------------------------- |
| 2024年4月3日 | 火曜 2:00（月曜深夜） 更新 | dアニメストア                                                                                  |
|              | 火曜 2:30（月曜深夜） 更新 | U-NEXT アニメ放題                                                                              |
| 2024年4月5日 | 金曜 12:00 更新            | ABEMA DMM TV Hulu FOD Lemino Amazon Prime Video バンダイチャンネル ニコニコチャンネル [ 注 2 ] |
| 2024年4月7日 | 日曜 0:00（土曜深夜） 更新 | JCOMSTREAM milplus TELASA                                                                      |
| 2024年4月8日 | 月曜 12:00 更新            | ふらっと動画                                                                                   |
|              | 月曜 22:00 - 22:30         | ニコニコ生放送                                                                                 |

| テレビ東京 火曜 2:00 - 2:30（月曜深夜）                                                       | テレビ東京 火曜 2:00 - 2:30（月曜深夜）                                          | テレビ東京 火曜 2:00 - 2:30（月曜深夜）                           |
| 前番組                                                                                        | 番組名                                                                           | 次番組                                                            |
| --------------------------------------------------------------------------------------------- | -------------------------------------------------------------------------------- | ----------------------------------------------------------------- |
| うたごえプロジェクト“めをとじ” - ※本番組のみ音楽番組 - 【水曜 2:35 - 3:05（火曜深夜）に移動】 | 出来損ないと呼ばれた元英雄は、 実家から追放されたので 好き勝手に生きることにした | 新米オッサン冒険者、最強パーティに 死ぬほど鍛えられて無敵になる。 |

### BD / DVD
| 巻 | 発売日        | 収録話         | 規格品番  | 規格品番  |
| 巻 | 発売日        | 収録話         | BD BOX    | DVD BOX   |
| -- | ------------- | -------------- | --------- | --------- |
| 上 | 2024年7月26日 | 第1話 - 第6話  | KWXA-3105 | KWBA-3107 |
| 下 | 2024年8月30日 | 第7話 - 第12話 | KWXA-3106 | KWBA-3108 |